# الاختيار الصعب (مسلسل)
الاختيار الصعب مسلسل تلفزيوني كويتي من بطولة غانم الصالح، عبد الرحمن العقل، باسمة حمادة، شيماء علي، أُنتِج في عام 2006، وهو من تأليف الكاتب حسام موسى ، ومن إخراج المخرج أشرف سالم.

## طاقم العمل

### الممثلون
- غانم الصالح
- عبد الرحمن العقل
- باسمة حمادة
- شيماء علي
- إبراهيم الزدجالي
- أحمد مساعد
- منى عبد المجيد
- سمية الخنة
- شجون الهاجري
- رامي العبد الله
- بدر الشرقاوي
- خالد العجيرب
- أحمد العونان
- بثينة الرئيسي
- روان
- فواز الجابر
- مي عبد الله
- صادق الدبيس

## ملخص القصة
طبيبتان تبحثان دون جدوى عن فرصة زواج جيدة إلى أن تصادفان أمرًا ليس بحسبانهما. في حين أن حظ الطبيبة الثالثة - وهي المتعجرفة والمغرورة - الأفضل بينهن جميعًا؛ فوالدها الدكتور وصاحب المستشفى هو المساند الوحيد لها، وزوجها سيكون الرجل الانتهازي الذي يستغل مركزها لتحقيق أهدافه.

## هوامش
- نص المسلسل كان لدى الكاتبة فجر السعيد منذ سنة 1999 لإنتاجه لكن لم يرى النور إلا سنة 2006